# Charles de Marillac

Wappen von Charles de Marillac

Charles de Marillac (* um 1510 in Riom, Frankreich; † 21. Dezember 1560 in Melun, Frankreich) war ein französischer Kleriker, Politiker und Diplomat des 16. Jahrhunderts. Er war Erzbischof von Vienne und Mitglied des Conseil du Roi.

## Leben
Charles de Marillac entstammte einer Familie aus der Basse-Auvergne und war der Sohn von Guillaume II de Marillac, einem Sekretär von Charles III. de Bourbon-Montpensier. Seine Karriere begann er als Anwalt im Parlement von Paris. Sein Verhandlungstalent sorgte dafür, dass er zum Botschafter ernannt wurde, zunächst in Konstantinopel, später in London und schließlich bei Karl V.
1555 war er Teil der französischen Gesandtschaft, die in Marck bei Calais die Friedensverhandlungen mit England und dem Heiligen Römischen Reich führten. Seine zwei letzten Aufträge führten ihn nach Rom (1557) und zum Reichstag von Augsburg (1559). Aufgrund seines Talents, den Fürsten des Heiligen Römischen Reiches die französische Sichtweise zu vermitteln, wurde er 1550 zum Bischof von Vannes und 1557 zum Erzbischof von Vienne ernannt. Außerdem wurde er in den Conseil du Roi aufgenommen. Der Bau des Château de Denone in Effiat wurde von ihm in Auftrag gegeben.
Unter der Herrschaft von Franz II. zeigte er sich als Gegner der Religionspolitik der Guise und rühmte vor einer Notabelnversammlung im August 1560 in Fontainebleau eine Reform der französischen Kirche. Wenig später fiel er deshalb in Ungnade, auch weil er die Einberufung der Generalstände gefordert und die Gewaltpolitik kritisiert hatte. Im Alter von 50 Jahren starb er in der Abtei von Saint-Père-lès-Melun. 

## Familie
Charles de Marillac war der Sohn von Guillaume II de Marillac. Unter seinen Brüdern waren unter anderem:
- Gabriel, Staatsanwalt im Parlement von Paris († 1554).
- Bertrand, Franziskaner (OFM) und Vikar seines Bruders Charles. 1566 wurde er selbst Bischof von Rennes († 1576).
- Guillaume, Surintendant des Finances, Vater des späteren Siegelbewahrers von Frankreich, Michel de Marillac, und des späteren Marschalls von Frankreich, Jean-Louis de Marillac, sowie Großvater der Heiligen Louise de Marillac.

## Marillac in der Fiktion
In der vierten Staffel der TV-Serie Die Tudors wird Charles de Marillac von Lothaire Bluteau gespielt.

## Werke
Werke von Marillac sind unter anderem:
- Discours sur la rupture de la Trève en l'an 1556 (Paris, 1556)
- Sommaire de l'ambassade en Allemagne de feu Mr. l'archevesque de Vienne en l'an 1550, hrsg. in Rankes Deutsche Geschichte im Zeitalter der Reformation, Bd. vi. (Leipzig, 1882).